# Deutsche Gesellschaft für Prävention und Intervention bei Kindesmisshandlung und -vernachlässigung
Die Deutsche Gesellschaft für Prävention und Intervention bei Kindesmisshandlung und -vernachlässigung (DGfPI) e.V. wurde am 8. Mai 2009 als Zusammenschluss der 1994 in Hannover gegründeten Deutsche Gesellschaft gegen Kindesmisshandlung und -vernachlässigung e.V. und dem Bundesverein zur Prävention von sexueller Gewalt an Jungen und Mädchen gegründet. Die DGfPI hat ca. 800 natürliche Mitglieder sowie Mitgliedsvereine wie Sicheres Netz hilft und den Aktivverbund.

## Selbstverständnis
Die DGfPI versteht sich selbst als Interessenverband für alle Berufe, die ständig mit Vernachlässigung und Misshandlung von Kindern und Jugendlichen oder mit deren Eltern zu tun haben.

## Tätigkeit
Neben der regelmäßigen Mitgliederzeitschrift organisiert die DGfPI Fachtagungen. Der Verein betreibt die Webseite Kindesmisshandlung.de. Er führt im Auftrag des Bundesfamilienministeriums die Bundesweite Fortbildungsoffensive 2010–2014 Zur Stärkung der Handlungsfähigkeit von Mitarbeiterinnen und Mitarbeitern der Kinder- und Jugendhilfe zur Verhinderung sexualisierter Gewalt durch.
Kristina zur Mühlen und Axel Bulthaupt sind Botschafterin und Botschafter für Kinderschutz bei der Deutschen Gesellschaft für Prävention und Intervention bei Kindesmisshandlung und -vernachlässigung e.V. (DGfPI). Unterstützt wird der Verein unter anderem durch die Nürnberger Auerbach Stiftung und die Aktion Hilfe für Kinder.

## Publikationen
- Literatur
  - Sonja Blattmann; Marion Mebes; Bundesverein zur Prävention von Sexuellem Missbrauch an Mädchen und Jungen: Nur die Liebe fehlt ...? Jugend zwischen Blümchensex und Hardcore; sexuelle Bildung als Prävention. Mebes & Noack, Köln 2010, ISBN 978-3-927796-91-1
  - Marion Mebes; Innocence in Danger Sektion Deutschland; Bundesverein zur Prävention von Sexuellem Missbrauch an Mädchen und Jungen: Mit einem Klick zum nächsten Kick: Aggression und sexuelle Gewalt im Cyberspace. Mebes & Noack, Köln 2007, ISBN 978-3-927796-76-8, ISBN 3-927796-76-X
  - Barbara Kavemann; Bundesverein zur Prävention von Sexuellem Missbrauch an Mädchen und Jungen: Prävention: eine Investition in die Zukunft. Donna Vita, Ruhnmark 1997, ISBN 3-927796-51-4
- Vortrag
  - Vortrag: Unterscheidung zwischen sexuellen Aktivitäten und sexuellen Übergriffen im Vorschulalter. (PDF; 133 kB) vom 24. Juni 2010
- Zeitschriften:
  - Bundesverein zur Prävention von Sexuellem Missbrauch an Mädchen und Jungen: Prävention: Zeitschrift des Bundesvereins zur Prävention von Sexuellem Missbrauch. Bundesverein zur Prävention von Sexuellem Missbrauch an Mädchen u. Jungen Januar 1998 bis Dezember 2009, Kiel, ISSN 1436-0136
  - Informationsdienst. Köln: Deutsche Gesellschaft gegen Kindesmisshandlung und -vernachlässigung, 2001–2004 (vierteljährlich)
  - Informationsdienst Kindesmisshandlung und -vernachlässigung: offizielles Organ der Deutschen Gesellschaft gegen Kindesmisshandlung und -vernachlässigung (DGgKV). Köln: Deutsche Gesellschaft gegen Kindesmisshandlung und -vernachlässigung, Januar 1994 bis August 2001, ISSN 0948-1176
  - Deutsche Gesellschaft gegen Kindesmisshandlung und -vernachlässigung: Kindesmisshandlung und -vernachlässigung: interdisziplinäre Fachzeitschrift. Pabst Science Publ., Lengerich seit 1998, ISSN 1436-9850
    - Günther Deegener; Deutsche Gesellschaft gegen Kindesmisshandlung und -vernachlässigung: Themenheft Resilienz, Ressourcen, Schutzfaktoren – Kinder, Eltern und Familien stärken. Pabst, Lengerich 2007
    - Themenheft Resilienz, Ressourcen, Schutzfaktoren – Kinder, Eltern und Familien stärken. Pabst, Lengerich 2007
    - Günther Deegener; Deutsche Gesellschaft für Prävention und Intervention bei Kindesmisshandlung und -vernachlässigung: Themenheft Glaubhaftigkeitsbegutachtung. Pabst, Lengerich 2009